# Wahlenbergia ramosissima
Espèce
Synonymes
- Cephalostigma ramosissimum Hemsl.[1]
- Lightfootia ramosissima (Hemsl.) E.Wimm. ex Hepper[1]
- Wahlenbergia ramosissima subsp. ramosissima[1]

Wahlenbergia ramosissima (Hemsley) est une espèce de plantes de la famille des Campanulaceae  et du genre Wahlenbergia, présente au Nigeria et au Cameroun.

## Liste des sous-espèces
Selon Catalogue of Life (25 septembre 2017) :
- sous-espèce Wahlenbergia ramosissima subsp. centiflora
- sous-espèce Wahlenbergia ramosissima subsp. lateralis
- sous-espèce Wahlenbergia ramosissima subsp. oldeniandioides
- sous-espèce Wahlenbergia ramosissima subsp. ramosissima
- sous-espèce Wahlenbergia ramosissima subsp. richardsiae
- sous-espèce Wahlenbergia ramosissima subsp. subcapitata
- sous-espèce Wahlenbergia ramosissima subsp. zambiensis

Selon The Plant List (25 septembre 2017) :
- sous-espèce Wahlenbergia ramosissima subsp. lateralis (Brehmer) Thulin

Selon Tropicos (25 septembre 2017) (Attention liste brute contenant possiblement des synonymes) :
- sous-espèce Wahlenbergia ramosissima subsp. centiflora Thulin
- sous-espèce Wahlenbergia ramosissima subsp. lateralis Thulin
- sous-espèce Wahlenbergia ramosissima subsp. oldeniandioides Thulin
- sous-espèce Wahlenbergia ramosissima subsp. oldenlandioides Thulin
- sous-espèce Wahlenbergia ramosissima subsp. ramosissima
- sous-espèce Wahlenbergia ramosissima subsp. richardsiae Thulin
- sous-espèce Wahlenbergia ramosissima subsp. subcapitata Thulin
- sous-espèce Wahlenbergia ramosissima subsp. zambiensis Thulin